# Васил Касапов
Васил Касапов е български духовник и общественик от Македония.

## Биография
Васил Касапов става духовник и след 1850 година е свещеник в Охрид, тогава в Османската империя. Активно участва в българското просветно и църковно движение в Охридско. Председател е на Охридската българска община. Под негово председателство Охридската българска община слага под свой контрол охридските църкви.
Умира в 1874 година.